# Neoci
Neoci Dias de Andrade, mais conhecido como Neoci de Bonsucesso ou simplesmente Neoci (Rio de Janeiro, 12 de agosto de 1937 – Rio de Janeiro, 1981), foi um cantor e compositor brasileiro.

## Biografia
Embora fontes apontem que Neoci é filho do músico João da Baiana, sua certidão de nascimento aponta que seu pai se chamava Romualdo Dias de Almeida. Neoci Dias de Andrade nasceu em 12 de agosto de 1937, mais foi registrado apenas aos oito anos, em 7 de setembro de 1945.
Conhecido por ser um dos criadores do grupo Fundo de Quintal, também foi integrante do bloco carnavalesco Cacique de Ramos. Em 2012, recebeu uma homenagem cedida pela Prefeitura do Rio de Janeiro, criando uma entidade que cuida de menores do subúrbio de Ramos, com o nome de Espaço de Desenvolvimento Infantil Compositor Neoci Dias de Andrade".

## Morte
Neoci faleceu em 1981 aos 44 anos. Sua morte foi decorrente de uma pneumonia.